# PEOS-Virksomhed
 Der er for få eller ingen kildehenvisninger i denne artikel, hvilket er et problem. Du kan hjælpe ved at angive troværdige kilder til de påstande, som fremføres i artiklen.

En PEOS-virksomhed er en organisation, der udøver økonomisk aktivitet. 
En PEOS-virksomhed er principielt en privatejet virksomhed som alle andre virksomheder, men med den forskel at staten ( det offentlige ) via regulering straffer og i sjældnere tilfælde belønner virksomheden for bestemte handlinger. Udtrykket PEOS hidrører fra PrivatEjet OffenligStyret. 
En PEOS-virksomhed er kraftig reguleret af det offentlige. Reguleringerne udføres både i form af lovgivning på bestemte områder og i form af administrative bestemmelser. I begge tilfælde kontrolleres reguleringerne af offentlige ansatte uden anden forbindelse til virksomheden end kontrolfunktionen som også indebærer straf og i sjældne tilfælde belønning.

## Fordele og ulemper ved regulering
På visse områder er regulering for virksomheder ønskeligt for at beskytte borgere og samfundet som helhed. Eksempelvis kan det dreje sig om naturmiljøet, arbejdsmiljø samt bidrag til visse offentlige funktioner. I sådanne tilfælde bør reguleringen finde de bredest mulige rammer af hensyn til virksomheders konkurrenceevne og beståen. 
Ulemperne ved regulering ses ofte i form af overdreven regulering. Rammerne bliver, af det offentlige, sat snævrest muligt og virksomhederne har ikke længere indflydelse på styringen af det pågældende område. Derved nærmer virksomhederne sig en PEOS-tilstand og kan betegnes som en PEOS-Virksomhed. 

## Udbredelse
PEOS-Virksomheder ses oftest i ældre vestlige demokratier. I diktaturer vil der sjældent være fokus på enkeltdele af virksomheders udøvelse, og i kommunistiske lande er den privatejede virksomhed af en vis størrelse sjældnere. 

## Tendens
I ældre vestlige demokratier ser man ofte at privatejede virksomheder ufrivilligt skubbes over i en PEOS-tilstand af de offentlige reguleringer. Tendensen har tidligere været forbundet med regeringer overvejende fra venstrefløjen, men i ældre vestlige demokratier sker det også under regeringer fra højrefløjen. Som oftest vil reguleringerne komme langsommere under regeringer fra højrefløjen, men konsekvensen er den samme. 

## Konsekvens
Når en virksomhed nærmer sig PEOS-tilstand vil ejerne ofte vælge drastiske løsninger for at bringe virksomheden ud af tilstanden. En løsning kan være at flytte de regulerede dele, eller hele virksomheden, til et område med mindre drastiske reguleringer. Ofte vil det være et andet land. En anden løsning kan være at opgive at drive virksomhed på det pågældende område. 

## Andre PEOS-områder
PEOS begrebet er opstået i forbindelse med privatejede virksomheder. Principielt kan begrebet også bruges om den enkelte borgers (PEOS-Borger) private muligheder for at akkumulere overskud i form af velstand, pension og lignende.